# Mühlpfad

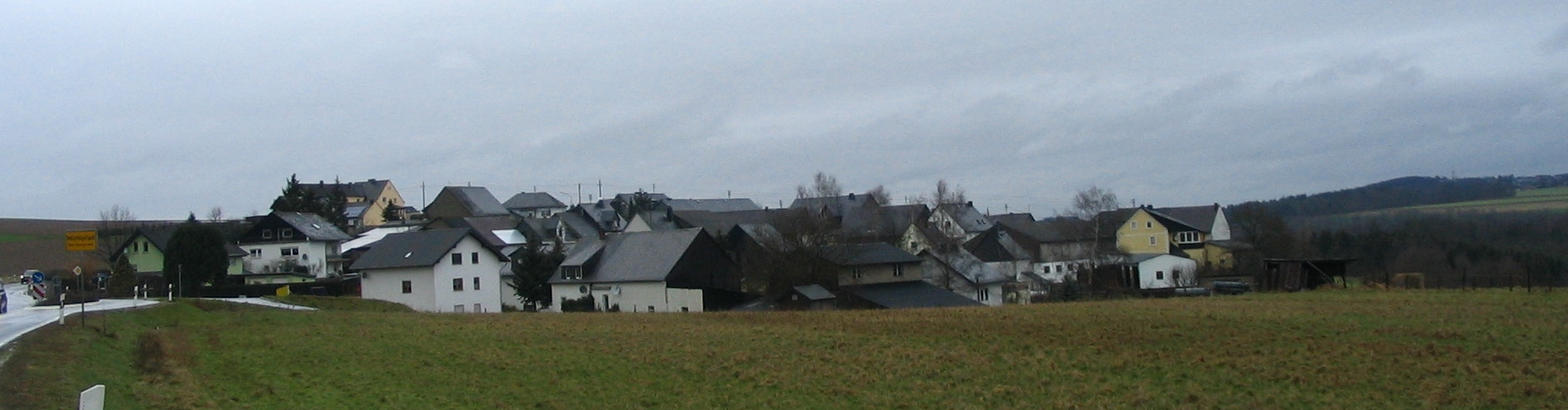
Mühlpfad aus östlicher Sicht

Mühlpfad ist die kleinste Ortsgemeinde im Rhein-Hunsrück-Kreis in Rheinland-Pfalz. Sie gehört der Verbandsgemeinde Hunsrück-Mittelrhein an.

## Geographie
Mühlpfad liegt im östlichen Hunsrück südlich von Emmelshausen.

## Politik

### Gemeinderat
Der Gemeinderat in Mühlpfad besteht aus sechs Mitgliedern, die bei der Kommunalwahl am 9. Juni 2024 in einer Mehrheitswahl gewählt wurden, und dem ehrenamtlichen Ortsbürgermeister als Vorsitzendem.

### Bürgermeister
Ortsbürgermeister ist Florian Kneip. Bei der Direktwahl am 26. Mai 2019 wurde er mit einem Stimmenanteil von 85,11 % und am 9. Juni 2024 als einziger Bewerber mit 85,0 % jeweils für weitere fünf Jahre in seinem Amt bestätigt.

### Wappen
Blasonierung: „Geteilt durch einen grünen Leistenstab, oben in Silber ein blauer Mühlstein, begleitet rechts und links von einem roten senkrechtstehenden Mühleisen; unten in Gold ein blau gekrönter, -bewehrter und -gezungter, herschauender roter Löwe.“

## Verkehr
Mühlpfad liegt in der Nähe der Hunsrückhöhenstraße und der Bundesautobahn 61.